# Serafina de Deus
A Venerável Irmã Serafina de Deus, O. Carm., (em italiano:  Serafina di Dio), também conhecida como Seraphine de Capri, (24 de outubro de 1621–17 Março 1699) fundou sete mosteiros carmelitas de monjas, no sul de Itália. A causa da sua canonização foi formalmente aceite pela Santa Sé, que declarou que a Irmã viveu uma vida de virtudes heróicas.

## A vida

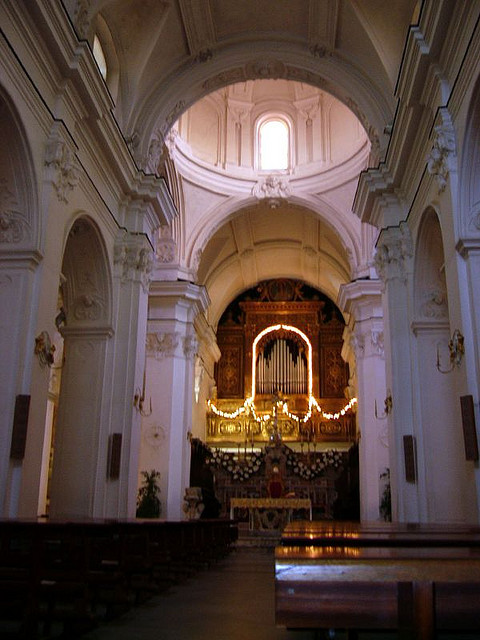
Interior da igreja de Santo Stefano, localizada na praça de Capri, que é um local importante na vida e espiritualidade de Serafina de Deus. A igreja, com suas naves centrais e órgão de tubos, reflete o ambiente religioso onde a santa teve grande parte de sua formação e experiências espirituais. Este espaço pode ter sido uma das influências em sua vida e jornada religiosa.

Nasceu Prudentia Pisa em Nápoles, então capital do Reino de Nápoles, a 24 de outubro de 1621 numa família abastada  de comerciantes que se mudou para a ilha de Capri, quando ela ainda era uma criança. Prudentia desenvolveu um grande amor pela vida dos mártires cristãos. Em adolescente, ela recusou o casamento proposto por seu pai e foi expulsa da casa da família por um período de vários anos, tendo que viver no equivalente a um galinheiro, no quintal; aí sua mãe passava-lhe comida quando o pai não o percebia. A partir dos 15 anos, ela passa a visitar e ministrar aos enfermos e este ministério continuou nomeadamente durante a praga napolitana de 1656, que tirou a vida à sua mãe.
Após a morte de um tio que tinha sido um sacerdote durante essa mesma praga, Prudentia continuou os seus planos para um mosteiro contemplativo para mulheres na ilha de Capri, movimento para o qual ela recrutou várias mulheres de Nápoles. A 29 de Maio de 1661, na Catedral de Nápoles, ela e suas companheiras realizaram os votos da Ordem Carmelita e ela assumiu o nome religioso através do qual passa a ser conhecida.
No seguinte dia 2 de outubro, as mulheres passam a residir na casa que o tio de Prudentia lhe deixara. Quando a casa se tornou demasiado pequena para a comunidade em desenvolvimento, um novo e elaborado convento dedicado ao Santíssimo Salvador foi consagrado no ano de 1675. Madre Serafina terá eventualmente fundado sete mosteiros em Nápoles e muitos outros em vários lugares na Itália.
Em sua vida de oração e de mística, Serafina foi muitas vezes comparada com a sua irmã Carmelita, fundadora, Santa Teresa de Ávila, a quem ela tinha uma forte devoção, na profundeza das graças místicas que experienciava. Ela também acreditava que a melhor garantia de autenticidade de uma experiência religiosa era uma obstinada fidelidade às formas tradicionais. Assim, ela fez com que as suas comunidades  seguissem um compromisso mais rigoroso para com o Ofício Divino do que era comum entre muitas comunidades monásticas do período. Algumas das freiras, no entanto, não eram tão fervorosas como ela, e uma resistência começou, que ganhou força na medida em que, no final de sua vida, ela foi rejeitada pela maioria da comunidade que havia fundado.
Numa determinada fase, a Irmã foi acusada de Quietismo, apesar de ter escrito um documento onde apontava os erros desse movimento herético. Devido a esta acusação, em 1691, a Inquisição local confinou-a para a sua cela durante dois anos e meio, sem o Santíssimo Sacramento. Foi libertada pela intercessão do Cardeal Orsini, mais tarde Papa Bento XIII, um amigo ao longo da vida.
Quando Serafina ficou doente as freiras recusaram-se a visitá-la, apesar de ela lhes pedir constantemente. Dois dias antes de sua morte, ela pediu à prioresa que cuidasse das freiras que tinham sido tão contrárias a ela, fazendo desculpas pelo seu comportamento.
Serafina foi tão notável como mística como pela sua energia prática e habilidade. Depois de sua morte, sua causa de canonização foi iniciada. À data foi-lhe concedido o título de Venerável.